# بليوروموتيلين
بليوروموتيلين (بالإنجليزية: Pleuromutilin)‏ هو مضاد بكتيري يُثبط تخليق البروتين في البكتيريا عن طريق الارتباط بناقلة الببتيديل الخاصة بالوحدة الفرعية 50S في الريبوسومات.
يتضمن هذا الصف من المُضادات الحيوية دواء ريتابامولين (مُوافق عليه للاستعمال الموضعي في البشر) وفالنيمولين وتيامولين (موافق عليه للاستعمال في الحيوانات) والأدوية التجريبية الجديدة أزامولين وليفامولين (BC-3781).

## التاريخ
اكتشفَ البليوروموتيلين كمضاد حيوي للمرة الأولى في عام 1950، وهو مُشتق من الفطر كليتوبيلوس باسكيريانوس وقد وجدَ أيضًا في أنواع أخرى من الكليتوبيلوس.

## التصنيع النهائي
هناك منشورات وتقارير علمية عن كيفية الاصطناع الكامل للبليوروموتيلين.